# Benchen-Kloster
| Tibetische Bezeichnung               |
| ------------------------------------ |
| Wylie-Transliteration: ban chen dgon |
| Andere Schreibweisen: Benchen Gön    |
| Chinesische Bezeichnung              |
| Vereinfacht: 边钦寺                  |
| Pinyin:Bianqin si                    |

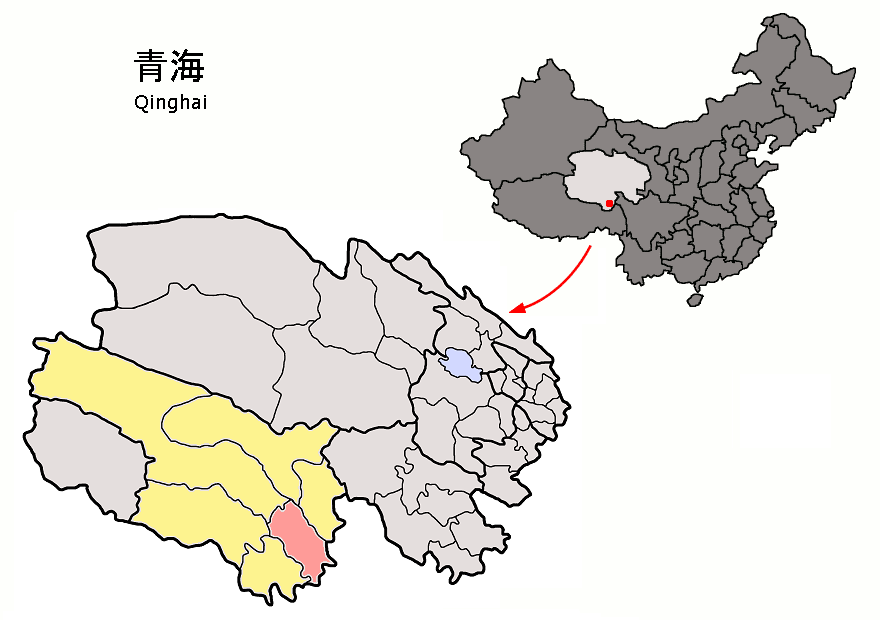
Lage der Stadt Yushu (rot) im Autonomen Bezirk Yushu der Tibeter (gelb) in Qinghai

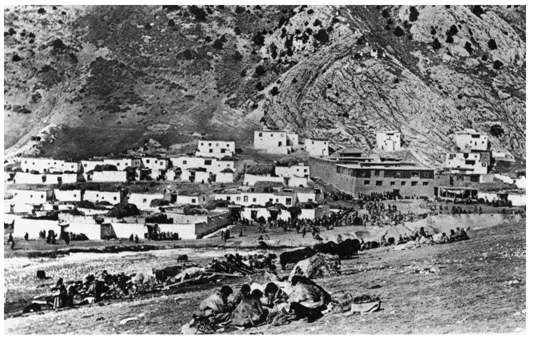
Benchen Gompa, 1927

Das Benchen-Kloster (tib.: ban chen dgon) bzw. Penchen-Kloster (pan chen dgon) oder Benchen Phüntshog Dargyeling (ban chen phun tshogs dar rgyas gling) ist ein Kloster der Karma-Kagyü-Schule des tibetischen Buddhismus in der tibetischen Kulturregion Kham. Es befindet sich in der Gemeinde Baitang der Stadt Yushu (tib.: yus hru'u) im Autonomen Bezirk Yushu der Tibeter in der nordwestchinesischen Provinz Qinghai.
Das Kloster wurde in der Hongwu-Zeit der Ming-Dynastie vom 4. Sanggye Nyenpa Rinpoche Geleg Gyatsho (dge legs rgya mtsho) am heutigen Ort erbaut. Seine ursprüngliche Stätte lag auf dem Hügel des Kyegu-Klosters (skye rgu don grub gling) der Sakya-Schule oberhalb des Ortes Gyêgu (Kyegu).
Zu den wichtigsten Inkarnationslinien des Klosters zählen die Inkarnationslinien der Sanggye Nyenpa Rinpoches (sangs rgyas mnyan pa rin po che), der Tenga Rinpoches (bstan dga’ rin po che) und der Chime Rinpoches (’chi med rin po che).
Der 13. Karmapa Düdul Dorje (bdud ’dul rdo rje; 1733–1797) starb in diesem Kloster. Der 16. Karmapa und der 9. Penchen Lama hielten sich unter anderem in dem Kloster auf. Zu seiner Blütezeit hatte es 600 Mönche.
Das Kloster wurde 1981 wiedereröffnet. Bei dem schweren Yushu-Erdbeben 2010 wurde es nur leicht beschädigt.

## Weitere Klöster dieses Namens

### Kathmandu (Nepal)
Ein neues Kloster dieses Namens (Benchen Phuntsok Dargyeling) wurde in Kathmandu in Nepal gegründet.

#### Allmuthen (Manderfeld, Belgien)
Sein europäischer Sitz ist Benchen Phuntsok Ling im deutschsprachigen Weiler Allmuthen von Manderfeld in Belgien.